# Archidiakonat lubelski
Archidiakonat lubelski – jeden z archidiakonatów diecezji krakowskiej ze stolicą w Lublinie, istniejący od końca XII do początków XVIII wieku. Archidiakon lubelski był urzędnikiem, który zarządzał w imieniu biskupa ordynariusza lubelską częścią diecezji krakowskiej.

## Historia
Pierwsza wzmianka o istnieniu archidiakonatu pochodzi z 1198 roku. Lista dobroczyńców klasztoru bożogrobców w Miechowie z 1198 roku wymienia pierwszego znanego archidiakona lubelskiego, Jana. Powołanie archidiakonatu wskazuje na rozwój sieci parafialnej na Lubelszczyźnie. Przypuszcza się, że w XII wieku archidiakonat lubelski obejmował ok. 15 parafii, a końcu XIII wieku – ok. 30. Zmiany w administracji kościelnej związane były również ze zmianami w administracji państwowej w ramach księstwa sandomierskiego – ustanowieniem kasztelanii lubelskiej. Początkowo na uposażenie archidiakona lubelskiego składały się osada na Wzgórzu Staromiejskim i nadania kościoła farnego św. Michała, następnie zaś grunty wsi Sokolniki (Dziesiąta).
Obowiązki archidiakonów lubelskich w dziedzinie sądownictwa przejął w XV w. oficjał. Badania Piotra Hemperka wskazują na pojawianie się oddzielnych od archidiakona oficjałów lubelskich na początku wspomnianego stulecia, jednak nadal dość często jedna osoba sprawowała jednocześnie oba te urzędy.
Obszar archidiakonatu można ustalić na podstawie wykazów parafii, płacących w XIV wieku świętopietrze i dziesięcinę papieską. Zdaniem Zygmunta Sułowskiego obejmował on pas najlepszych gleb lessowych między Wieprzem a Wisłą oraz ziemie okoliczne. Pod koniec XVI w. archidiakon lubelski zarządzał pięcioma dekanatami: chodelskim (Chodel, dekanat ten obejmował też Lublin), kazimierskim, parczewskim, łukowskim (Łuków) i soleckim (Solec nad Wisłą), używał praw kanonika w kapitule katedralnej krakowskiej i był pierwszym prałatem wśród duchowieństwa Lublina. W 1765 roku w skład archidiakonatu wchodziło pięć dekanatów, jedna kolegiata, 88 parafii.
Archidiakonaty zostały zlikwidowane po rozbiorach Polski. Pozostałością po urzędzie archidiakona lubelskiego (w ramach diecezji krakowskiej) jest ulica Archidiakońska w Lublinie. Po ustanowieniu diecezji lubelskiej (1805) tytuł honorowy archidiakona pojawił się w lubelskiej kapitule katedralnej – na przykład Józef Małczewski (1809), Antoni Nojszewski (1908–1921), Jan Olszański (1880–1888), Julian Sobolewski (1891–1893).

## Archidiakoni lubelscy
Archidiakoni lubelscy od XIV wieku według Jacka Chachaja :
- 1325–1327 Filip s. Piotra
- 1333–1337 Bertold z Kamienia
- 1371 Dziwisz s. Mieczysława (Miecława) z Góry
- 1383 Mikołaj s. Dobiesława z Kurozwęk (Kurozwęcki) h. Róża (Poraj)
- 1383–1392 Mikołaj s. Piotra z Gorzkowa (Gorzkowski) h. Gierałt
- 1394–1396 Jan s. Bogusława z Padwii
- 1405 Wacław zwany Szabdaj[15]
- 1410 Paweł s. Andrzeja z Byczek[15]
- 1416 Wincenty[16]
- 1416? Tomasz s. Mikołaja z Czarncy[17]
- 1418 Tomko s. Andrzeja z Błogoszowa[18]
- 1419 Mikołaj Kuszel, s. Jana z Siedmiogrodu (Klausenburga)[19]
- 1421–1430 Stanisław Rpiszka (Harpiszka)[20]
- 1424–1466 (z przerwami) Klemens Cholewa s. Mikołaja z Jawidza, Przybysławic i Zawieprzyc, h. Kopaszyna[21]
- 1431 Jan[22]
- 1432 Jakub[22]
- 1437–1442 Jan Odolf[22]
- 1442–1443 Paweł (być może tożsamy z następnym[23])
- 1447–1451 Paweł z Grabowa (Grabowski) h. Powała lub Zbiświcz[24]
- 1466–1468 Jan Kazimierski (Kaźmierski) h. Rawa[25]
- 1468–1489 Jerzy Litwos z Kazanowa (Kazanowski) h. Grzymała[26]
- 1489–1499 Bernard z Lubrańca (Lubrański) h. Godziemba[27]
- 1499–1512 Zygmunt z Targowiska (Targowicki) h. Tarnawa[28]
- 1512–1515 Gall z Raciborza
- 1515–1544 Stanisław Tarło h. Topór
- 1544–1556 Bartłomiej Sabinka
- 1556–1562 Paweł Chmielowski
- 1562–1580 Jakub Montanus
- 1580–1600 Jerzy Zamoyski h. Jelita
- 1601–1606 Sebastian Kicki
- 1606–1614 Jan Wężyk h. Wąż
- 1614–1624 Paweł Piasecki h. Janina
- 1624–1636 Jakub Piasecki h. Janina
- 1636 Aleksander Brzeski
- 1636–1643 Andrzej Falkowski h. Ogończyk
- 1643–1654 Krzysztof Opacki
- 1666–1682 Wojciech Karol Waśniowski
- 1684–1686 Piotr Dobielowicz
- 1686–1698 Jan Kaszowski z Wysokiego, h. Janina
- 1700 Stanisław Szembek h. własnego (Szembek)
- 1700 Krzysztof Dębicki
- 1700–1725 Michał de la Mars
- 1725–1736 Walenty Chlebowski z Wybranowa, h. Poraj
- 1736–1796 Aleksander Jan Trembiński h. Rogala
- 1796–1807 Jan Lenczowski (Leńczowski) h. Strzemię